# Phymatostetha signifera
Phymatostetha signifera är en insektsart som först beskrevs av Walker 1851.  Phymatostetha signifera ingår i släktet Phymatostetha och familjen spottstritar. Inga underarter finns listade i Catalogue of Life.